# Liao Hansheng
Liao Hansheng (chinois : 廖汉生 ; pinyin : Liào Hànshēng), d'ethnie tujia, né le 14 novembre 1911, dans le Xian de Sangzhi dans le Hunan et décédé le 5 octobre 2006, était un lieutenant de l'Armée populaire de libération, mais également un homme politique chinois. Il fut notamment ministre de la Défense.
Lors de la guerre sino-japonaise, il mena les troupes à Yanmenguan et progressa jusque dans la province de Hebei.
Il participe dès 1949 à Intervention militaire chinoise au Tibet, dans la province du Qinghai et se lie d'amitié avec le 10e panchen-lama, Choekyi Gyaltsen.[réf. nécessaire]
De 1983 à 1993, il fut nommé vice-président de l'Assemblée nationale populaire.